# Vladislav Gavrikov
Vladislav Andrejevitj Gavrikov (ryska: Владислав Андреевич Гавриков), född 21 november 1995, är en rysk professionell ishockeyback som spelar för New York Rangers i NHL.
Han har tidigare spelat på NHL-nivå för Los Angeles Kings och Columbus Blue Jackets samt på lägre nivåer för Lokomotiv Jaroslavl och SKA Sankt Petersburg i Kontinental Hockey League (KHL).
Gavrikov draftades av Columbus Blue Jackets i sjätte rundan i 2015 års draft som 159:e spelare totalt.

## Statistik
| 2011–2012  | Loko Jaroslavl        | MHL        | 8   | 1  | 1  | 2  | 4  | 2  | 0 | 0 | 0  | 0  |
| 2012–2013  | Loko Jaroslavl        | MHL        | 47  | 3  | 3  | 6  | 18 | —  | — | — | —  | —  |
| 2013–2014  | Loko Jaroslavl        | MHL        | 45  | 3  | 9  | 12 | 28 | 7  | 0 | 2 | 2  | 4  |
| 2014–2015  | Lokomotiv Jaroslavl   | KHL        | 16  | 0  | 1  | 1  | 4  | 4  | 0 | 0 | 0  | 0  |
|            | Loko Jaroslavl        | MHL        | 16  | 1  | 6  | 7  | 16 | 5  | 0 | 0 | 0  | 2  |
|            | HK Rjazan             | VHL        | 11  | 1  | 2  | 3  | 4  | —  | — | — | —  | —  |
| 2015–2016  | Lokomotiv Jaroslavl   | KHL        | 42  | 3  | 4  | 7  | 18 | 5  | 1 | 0 | 1  | 2  |
| 2016–2017  | Lokomotiv Jaroslavl   | KHL        | 54  | 3  | 4  | 7  | 38 | 15 | 1 | 4 | 5  | 14 |
| 2017–2018  | SKA Sankt Petersburg  | KHL        | 50  | 5  | 9  | 14 | 26 | 15 | 1 | 4 | 5  | 2  |
| 2018–2019  | SKA Sankt Petersburg  | KHL        | 60  | 5  | 15 | 20 | 10 | 18 | 1 | 0 | 1  | 0  |
|            | Columbus Blue Jackets | NHL        | —   | —  | —  | —  | —  | 2  | 0 | 0 | 0  | 0  |
| NHL totalt | NHL totalt            | NHL totalt | —   | —  | —  | —  | —  | 2  | 0 | 0 | 0  | 0  |
| KHL totalt | KHL totalt            | KHL totalt | 222 | 16 | 33 | 49 | 96 | 57 | 4 | 8 | 12 | 18 |
| MHL totalt | MHL totalt            | MHL totalt | 116 | 8  | 19 | 27 | 66 | 14 | 0 | 2 | 2  | 6  |

### Internationellt
| Källa: Uppdaterad: 2019-05-27 | Källa: Uppdaterad: 2019-05-27 | Källa: Uppdaterad: 2019-05-27 |         | Utv = Utvisningsminuter | Utv = Utvisningsminuter | Utv = Utvisningsminuter | Utv = Utvisningsminuter | Utv = Utvisningsminuter |
| År                            | Lag                           | Mästerskap                    | Matcher | Mål                     | Assists                 | Poäng                   | Utv                     |                         |
| ----------------------------- | ----------------------------- | ----------------------------- | ------- | ----------------------- | ----------------------- | ----------------------- | ----------------------- | ----------------------- |
| 2012                          | Ryssland                      | Ivan Hlinka                   | 3       | 1                       | 0                       | 1                       | 0                       |                         |
| 2013                          | Ryssland                      | U18                           | 7       | 0                       | 0                       | 0                       | 27                      |                         |
| 2015                          | Ryssland                      | JVM                           | 7       | 0                       | 0                       | 0                       | 0                       |                         |
| 2017                          | Ryssland                      | VM                            | 9       | 1                       | 1                       | 2                       | 2                       |                         |
| 2018                          | OAR                           | OS                            | 6       | 2                       | 1                       | 3                       | 6                       |                         |
| 2018                          | Ryssland                      | VM                            | 8       | 0                       | 1                       | 1                       | 2                       |                         |
| 2019                          | Ryssland                      | VM                            | 10      | 0                       | 0                       | 0                       | 4                       |                         |
| Junior totalt                 | Junior totalt                 | Junior totalt                 | 18      | 1                       | 0                       | 1                       | 27                      |                         |
| Senior totalt                 | Senior totalt                 | Senior totalt                 | 33      | 3                       | 3                       | 6                       | 14                      |                         |